# Carl von Brauchitsch

Das Wappen der Familie von Brauchitsch

Carl Friedrich Ludwig von Brauchitsch (* 24. Juli 1755 in Berlin; † 29. Juli 1839 ebenda) war ein Königlich-Preußischer Landstallmeister und langjähriger Generalkommissär zur Regulierung der gutsherrlichen und bäuerlichen Verhältnisse in Pommern.
In der Funktion als Landstallmeister oblag ihm die Aufsicht über die Zucht der Gebrauchspferde und das Gestütswesen für die preußische Kavallerie. Zumal für die Entwicklung des Trakehners als Dragonerpferd war er bedeutsam.

## Leben
Brauchitsch entstammte dem schlesischen Uradel. Seine Eltern waren der Stabskapitän der Artillerie Matthäus von Brauchitsch (1712–1757) und dessen Ehefrau Elisabeth, geborene von Oertzen (1736–1766). Der Generalleutnant Ludwig Matthias Nathanael Gottlieb von Brauchitsch war sein Bruder.
Vom 2. August 1787 bis 30. April 1789 war er erster selbständig verantwortlicher Landstallmeister im Hauptgestüt Trakehnen (Ostpreußen), bevor er an das neue Haupt- und Landgestüt Neustadt/Dosse in Brandenburg versetzt wurde.
Noch 1814 wurde von Theodor von Hippel, Staatsrat im Staatskanzleramt, dem ehemaligen Oberstallmeister in Neustadt nachgetragen, dass „er 1806 das Gestüt den Franzosen muthwilliger und unverantwortlicher Weise in die Hände fallen ließ“.
§ 59 des Edikts zur Regulierung der gutsherrlichen und bäuerlichen Verhältnisse vom 14. September 1811 sah vor, „für jede Provinz eine besondere General-Commission“ aufzustellen, um eine „schnelle und sachverständige Ausführung“ des Edikts „zu befördern und zu sichern“. Entsprechend wurden Anfang Oktober mit einem jährlichen Gehalt von 2500 Talern sieben General-Commissarien ernannt, für Pommern den Landstallmeister von Brauchitsch. Diese Stelle behielt er vierzehn Jahre lang.
Am 23. Februar 1823 feierte Brauchitsch sein 50-jähriges Dienstjubiläum, das durch Verleihung des Roten Adlerordens II. Klasse mit Eichenlaub gewürdigt wurde. Mitte April 1825 wurde seinem Wunsche gemäß sein Ruhestand genehmigt, den er ab Juli 1825 mit einer Pension von 2000 Reichstalern antrat. Seine Stelle wurde dem bisherigen Generalkommissar in Groß-Strehlitz, Grafen von Haslingen, in gleicher Eigenschaft übertragen.
Ende des Jahres 1830 kündigte er seinen Umzug nach Berlin an, wo er wegen seiner befürchteten Erblindung mehr Unterstützung und ärztliche Hilfe zu finden hoffte.
Er starb als königlicher Präsident a. D. im Alter von 84 Jahren, sein Tod wurde im Neuen Nekrolog der Deutschen (Bd. 17, S. 1167) angezeigt.

## Familie
Am 30. Dezember 1779 heiratete er Juliane von Wobeser (1759–1794). Aus der Ehe ging der spätere preußische General der Kavallerie Karl von Brauchitsch (1780–1858) hervor, der 1818 Karoline von Calbo (1790–1823), verwitwete von Karstedt heiratete.
In zweiter Ehe heiratete er am 14. Oktober 1795 Adolfine von Oertzen (1770–1844). Das Paar hatte folgende Kinder:
- Ida Julie (1796–1871) ⚭ 1819 Gustav Karl Friedrich von Gagern († 1834), preußischer Major
- Eduard (1798–1869), General der Infanterie

⚭ 1820 Elisabeth Juliane Henriette Adolfine Louise von Oertzen (1791–1839), verwitwete von Dewitz
⚭ 1842 Wilhelmine Auguste von Schenck (1819–1892)
- Adolf (1800–1876), Geheimer Oberjustizrat ⚭ Emilie Helene von Braunschweig (1809–1866)
- Karl Emil (1801–1881), Oberstleutnant[7] ⚭ Marie Luise Adelheide von Braunschweig (1812–1856)
- Karoline Luise (1803–1878), Stiftsdame
- August Wilhelm (1806–1862) ⚭ 1835 Emma Viktoria von Gagern (1813–1888)
- Konstanz Friedrich Viktor (1811–1882)